# جون ماكينا (مدير فني)
جون ماكينا (بالإنجليزية: John McKenna)‏ هو مدير فني أمريكي، ولد في 12 نوفمبر 1914 في لورانس في الولايات المتحدة، وتوفي في 31 مارس 2007 في ديكاتور في الولايات المتحدة.